# Kristian Albertsen
Kristian Albertsen, född 27 februari 1917 i Marstal, död 1 augusti 1990, var en dansk socialdemokratisk politiker.
Kristian Albertsen var son till styrmannen Albert Albertsen (1888–1918) och Hermanda Elise Hansen (1889–1972). Han tog handelsexamen från Ærøskøbing handelsskole 1935 och arbetade inom manufakturbranschen (1931–1939). Han var därefter reklamkonsult på tidningen Social-Demokraten, senare omdöpt till Aktuelt, (1941–1960) och därefter avdelningschef (1960–1963). Under andra världskriget satt han i fångenskap hos Gestapo (1944–1945). Albertsen anslöt sig tidigt till Socialdemokratiet och var engagerad i Danmarks Socialdemokratiske Ungdom (DSU). Han var förbundsordförande för DSU i Rødby, Langeskov, Frederiksberg och Brønshøjs avdelningar (1936–1943) och sedan Socialdemokratiets ordförande i Frederiksbergs valkrets (1950–1964). Han var därmed ledamot i Frederiksbergs kommunfullmäktige (1947–1964) och rådman (1954–1962). Han innehade även flera styrelseuppdrag för fackföreningen HK (1936–1937 & 1944–1960) och var en av grundarna av Arbejdernes Oplysningsforbund på Frederiksberg.
Albertsen blev invald i Folketinget 1960 och tog sig särskilt an socialpolitiska frågor. Han var ordförande av socialutskottet (1971–1973), finansutskottet (1978–1981) och kulturutskottet (1978). Från 1982 var han även statsrevisor. Han innehade även internationella uppdrag, bl.a. som ledamot i Nordiska rådet och som ordförande av dess juridiska utskott från 1977. Han var även Europaparlamentariker (1974–1976). Han var åter ledamot i Frederiksbergs kommunfullmäktige (1978–1981) samt 2:e vice borgmästare (1978–1981) och ordförande av socialnämnden. Inför kommunalvalet 1978 hade han bedrivit en omfattande valkampanj för att nå borgmästarposten, men trots höga personliga röstetal fick partiet inte tillräckligt många röster för att ta ledningen över kommunen.
Albertsen hade styrelseuppdrag för bl.a. Danmarks Hypotekbank, Pensionisternes Samvirke och Statens Åndssvageforsorg. Han har skrivit böckerna Pensionist i Danmark och Hvad jeg skrev.